# Pa Says
Pa Says è un cortometraggio muto del 1913 diretto da Dell Henderson. Il nome di William Beaudine appare come assistente di Henderson. Il soggetto, The Queen of the Carnival, è firmato da Anita Loos.

## Produzione
Il film fu prodotto dalla Biograph Company.

## Distribuzione
Distribuito dalla General Film Company, il film - un cortometraggio di 141,75 metri - uscì nelle sale cinematografiche statunitensi il 21 luglio 1913.